# Mia Bake
Marie Hermance Stephanie (Mia) Bake (Utrecht, 26 december 1886 - Zeist, 11 december 1939) was een Nederlands illustrator, etser en lithograaf.

## Biografie

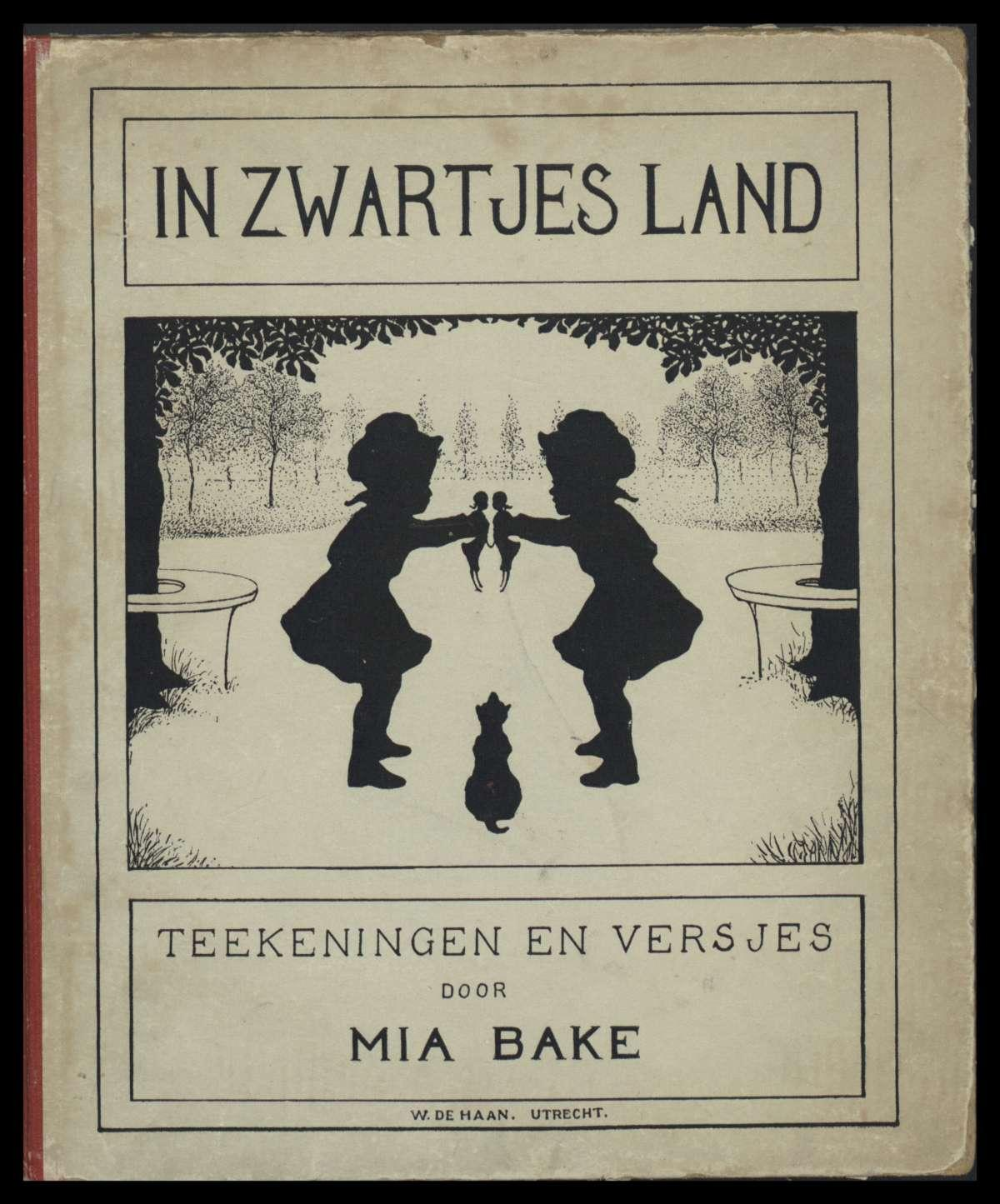
In zwartjes land : teekeningen en versjes door Mia Bake (1922)

Bake werd geboren in het patriciaatsgeslacht Bake en een dochter van mr. Alexander Jacob Marie Bake (1851-1909) en Maria Theresia
Christine Stephanie Lefebvre (1851-1922); zij bleef ongehuwd.
Mia Bake groeide op in een kunstzinnig gezin. Ze kreeg tekenles van Jan Veth en studeerde aan de Amsterdamse Dagteekenschool en aan de Rijksacademie. Ze publiceerde een studie over Jan Toorop.